# Liberia
Republica Liberia este o țară de pe coasta de Vest a Africii, care se învecinează cu Sierra Leone, Republica Guineea și Coasta de Fildeș. A fost afectată de curând de două războaie civile (1989-1996 respectiv 1999-2003) care au mobilizat cetățeni și au distrus economia liberiană.

## Istorie

### Imigranții din America
Istoria Liberiei ca o entitate politică de sine stătătoare începe cu sosirea negrilor americani, care vor fi cunoscuți ca americano-liberieni. Sub egida „Societății Colonizatoare Americane”, ei au pus bazele unei colonii în vestul Africii în 1822. Totuși, identitatea majorității liberienilor de astăzi își are rădăcinile în diverse grupuri indigene de pe actualul teritoriu al Liberiei actuale.
La 26 iulie 1847, americano-liberienii își declară independența într-un stat numit „Republica Liberia”. Ei vedeau Africa, continentul de pe care fuseseră strămutați cu ani în urmă, ca un „Pământ al Făgăduinței”, chiar dacă nu intenționau să se reintegreze în societatea africană. Americano-liberienii s-au considerat americani și au fost tratați ca atare de către indigeni. De asemenea, au fost recunoscuți ca americani de către autoritățile coloniale britanice din țara vecină, Sierra Leone. Simbolurile statului liberian (deviza, stema și drapelul) reflectă identitatea americană precum și experiența de imigranți a liberienilor. În viziunea americano-liberienilor, noii-veniți vor coexista cu indigenii, care în cele din urmă vor fi asimilați, în cadrul statului puternic ce avea să se construiască.
Înființarea statului liberian s-a desfășurat nu fără sacrificii și cu multe ajutoare filantropice din Statele Unite ale Americii. Guvernul și sistemul politic liberian a fost modelat după acelea ale Statelor Unite ale Americii. Sistemul politic liberian a fost întotdeauna democratic în structură, chiar dacă au existat momente în care democrația a lipsit ca substanță. După 1877, Partidul True Whig a monopolizat puterea politică în această țară. Guvernele liberiene din acea perioadă au fost confruntate cu o serie de probleme legate de suveranitatea țării, în contextul în care puterile coloniale vecine, Marea Britanie (pe atunci Imperiul Britanic) și Franța exercitau presiuni crescânde asupra puterii de la Monrovia. Totuși, Liberia nu și-a pierdut suveranitatea, ci doar posibilitatea de a anexa noi teritorii din jurul frontierelor cu metropolele mai sus menționate. Mai multe embargouri asupra economiei, precum și imposibilitatea achitării datoriilor externe au încercat cu greu economia liberiană de la sfârșitul secolului XIX.

### Evenimente marcante din secolul XX
De-a lungul tumultuosului secol XX, au existat două evenimente care au schimbat imaginea Liberiei în mod semnificativ, în ceea ce privește politica ei naționalistă, considerată de unii drept izolaționistă: primul dintre ele a fost venirea în țară a unei companii agricole americane (Firestone), în 1926, care a fost primul pas spre modernizarea economiei din  Liberia. Al doilea a fost ajutorul tehnic și economic al Statelor Unite către Liberia de-a lungul celui de-al Doilea Război Mondial, care a adus mari schimbări sociale printre liberieni.
În 1944, președintele liberian William Tubman a introdus politica unificării, care avea ca scop integrarea africanilor indigeni în viața politică liberiană. Principiul denumit "scopul politicii porților deschise,  lansat de Tubman în discursul său de inaugurare, era aducerea în Liberia a mari investiții străine, care să relanseze economia liberiană. La acel moment, Liberia era relativ dezvoltată, față de celelalte state vest-africane. Atât sub guvernarea lui Tubman, cât și sub cea a lui William Tolbert, succesorul său, nemulțumirile față de elita americano-liberiană conducătoare au crescut.

### Lovitura de stat din 1980, sub conducerea lui Doe
La 12 aprilie 1980, o lovitură de stat militară condusă de sergentul Samuel Doe a avut succes, înlăturându-i pe americano-liberieni de la putere. S.K. Doe a condus o grupare de militari nemulțumiți de situația indigenilor africani, superior numeric americano-liberienilor, astfel, ei l-au asasinat pe William Tolbert chiar în casa sa. Doe și acoliții săi au pus stăpânire pe guvern, încheind ceea ce ei au numit „Prima Republică”. Astfel, după 133 de ani de guvernare americano-liberiană, aceștia au fost înlăturați de către indigeni.
Totuși, Doe a strâns legăturile cu Statele Unite ale Americii, scoțându-i definitiv din țara sa pe spionii sovietici, și acordând organismelor americane dreptul de a se folosi de teritoriul și porturile liberiene cum vor considera de cuviință, sau chiar pentru spionarea Libiei.
În ceea ce privește politica internă, Doe a dus o politică de conducere autoritară, interzicând ziarele și partidele de opoziție și fraudând alegerile.

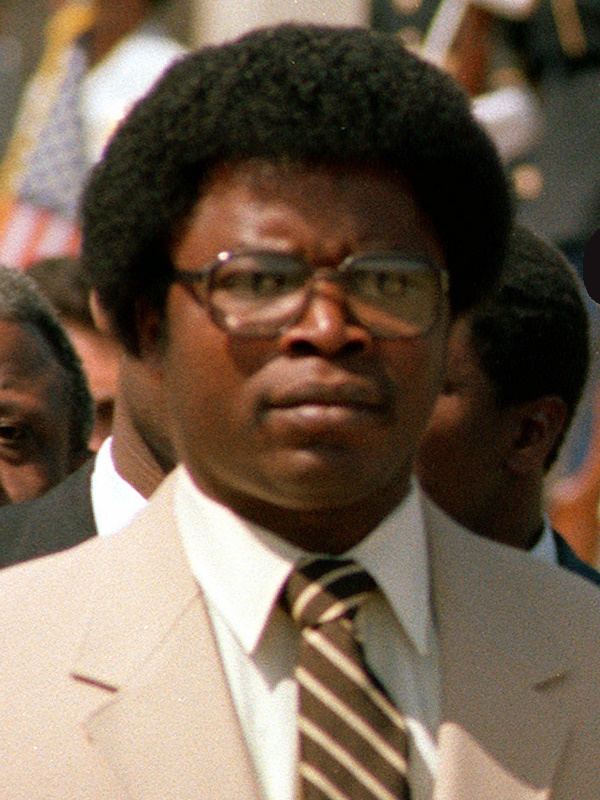
Samuel Doe, președinte al Liberiei (1980-1990)

### Războaiele din 1989 și 1999-2003
La sfârșitul lui 1989 a început un război civil, iar în septembrie 1990 Doe a fost asasinat de către forțele liderului Yormie Johnson și membrii tribului Gio. Războiul s-a încheiat în 1996, iar beligerantul Charles Taylor a fost ales în 1997 președinte, dar conducerea sa autocrată și ineficientă a dus la o nouă rebeliune în 1999. Este estimat că, în perioada 1999-2003, au murit mai mult de 200.000 de oameni din cauza acestui război. El s-a intensificat la mijlocul anului 2003, când fronturile s-au apropiat de capitala Monrovia. Presiunile interne și internaționale (provenind în special din partea Statelor Unite ale Americii) l-au determinat pe Charles Taylor să demisioneze și să se refugieze în Nigeria.

## Politica
Americano-liberienii aveau puține în comun cu triburile indigene de pe continent. Unul din aceste triburi era tribul Krahn, din care făcea parte Samuel Doe. Divergențele dintre băștinași și americano-liberieni au fost unul dintre motivele loviturii de stat din 1980.
Liberia are un legislativ bicameral care constă în 64 de reprezentanți – aleși pentru un mandat de nouă ani - și 26 de senatori – aleși pentru un mandat de șase ani. Ei sunt aleși pe baza reprezentării proporționale. Adunarea Națională Liberiană este dominată în prezent de partidul lui Charles Taylor, Partidul Național Patriotic.
Liberia este împărțită în 13 comitate: Bomi, Bong, Grand Bassa, Grand Cape Mount, Grand Gedeh, Grand Kru, Lofa, Margibi, Maryland, Montserrado, Nimba, River Cess, Sinoe. Liderii acestor comitate sunt numiți de către președinte. Președintele este atât șef de stat, cât și șef de guvern, după modelul american.
Votul este universal, pentru toți cetățenii peste 18 ani. Liberienii își aleg președintele, membrii Adunării Naționale, precum și primarii (în orașele mari).

## Geografia
Liberia este situată în Africa de Vest, având ieșire la Oceanul Atlantic.
Peisajul general este caracterizat de câmpii plate, nivelul crescând spre interiorul continentului. Clima este tropicală: caldă și umedă. Iernile sunt blânde și uscate, iar verile sunt umede și fierbinți.

## Economia
Economia liberiană a fost profund influențată de războaiele care au zguduit această țară. Ea depinde foarte mult de exporturile de minereu de fier, principala resursă a subsolului liberian. Până 1990, Liberia exporta și cauciuc, dar rezervele de cauciuc s-au epuizat. Cea mai mare parte a infrastructurii acestei țări a fost distrusă de războaie, iar viitorul țării depinde de ajutoarele străine. Liberia are o rată a șomajului de 4,1%.

## Demografia
Liberia are peste 3 milioane de locuitori, compusă din americano-liberieni și din 16 triburi indigene. Tribul Kpelle din centrul și vestul Liberiei este cel mai numeros grup etnic din această țară. Americano-liberienii, adică descendenții sclavilor americani eliberați și sosiți în Liberia în 1821 alcătuiesc numai 5% din populația Liberiei. Din comunitatea liberiană de afaceri fac parte mulți libanezi, indieni și alți africani. Există și 18.000 de europeni (albi).

## Educația
Cea mai importantă instituție de educație este Colegiul Cuttington, fondat de Biserica Episcopală din Statele Unite (echivalentul Bisericii Anglicane) în 1889. Campusul este în Suacoco, comitatul Bong, la 193 km nord de Monrovia.

## Cultura
Cultura liberiană se bazează pe tradiții vest-africane animiste, obiectele de artizanat fiind din ce în ce mai populare printre occidentali. 